# Czesław Basztura
Czesław Basztura (ur. 31 maja 1946 w Glinach Wielkich k. Mielca, zm. 14 października 2000 we Wrocławiu) – profesor na Wydziale Elektroniki Politechniki Wrocławskiej.
Po maturze, którą zdał w Technikum Mechanicznym w Mielcu, podjął w 1965 studia na Wydziale Elektroniki Politechniki Wrocławskiej, gdzie w 1970 uzyskał tytuł magistra inżyniera. Bezpośrednio po studiach podjął pracę naukowo-dydaktyczną na tym wydziale, najpierw jako asystent stażysta, przeszedł tam potem kolejne stopnie naukowe i stanowiska dydaktyczne (w 1978 obronił doktorat i został adiunktem, potem habilitował się w 1990, w 1994 powołany został na stanowisko profesora nadzwyczajnego, a w 1997 uzyskał nominację profesorską z rąk prezydenta Rzeczypospolitej).
Całą swoją karierę naukową Basztura poświęcił zagadnieniom akustyki mowy – w tym m.in. automatycznemu rozpoznawaniu mowy i mówców; także i w tej dziedzinie mieści się uzyskany przez niego patent (nr 283974) na specjalistyczny sprzęt do transmisji sygnału. Zajmował się także fonoskopią – wykonywał ekspertyzy identyfikujące i weryfikujące głosy przestępców.
W swej pracy dydaktycznej na uczelni Basztura prowadził m.in. zajęcia z Teorii obwodów i układów elektronicznych, Akustyki cybernetycznej, Akustyki telekomunikacyjnej, Analizy i przetwarzania sygnałów akustycznych, Diagnostyki akustycznej oraz Automatycznego rozpoznawania mowy.
Członek Komitetu Akustyki PAN, Komisji Naukowej do Spraw Międzynarodowego Komitetu Telegraficznego i Telefonicznego (CCITT), Polskiego Towarzystwa Akustycznego, Wrocławskiego Towarzystwa Naukowego, Polskiego Towarzystwa Fonetycznego (tu był wiceprzewodniczącym Zarządu Głównego), Międzynarodowego Towarzystwa Nauk Fonetycznych, od 1996 amerykańskiej organizacji naukowej IEEE (Institute of Electrical and Electronics Engeneering), od 1997 Nowojorskiej Akademii Nauk (New York Academy of Sciences) oraz również od 1997 grupy roboczej Forensic Speech and Audio organizacji ENFI (European Network of Forensic Science Institutes).
Wielokrotnie nagradzany za swe prace w Polsce i za granicą. Autor kilku pozycji książkowych w dziedzinie akustyki oraz licznych artykułów prasie fachowej, a także w czasopismach popularyzujących naukę („Młody Technik”, „Enter”, „Problemy” i innych). W 1996 otrzymał złoty Krzyż Zasługi (na wniosek ministra Edukacji Narodowej) – za wzorowe, wyjątkowo sumienne wykonywanie obowiązków wynikających z pracy zawodowej.

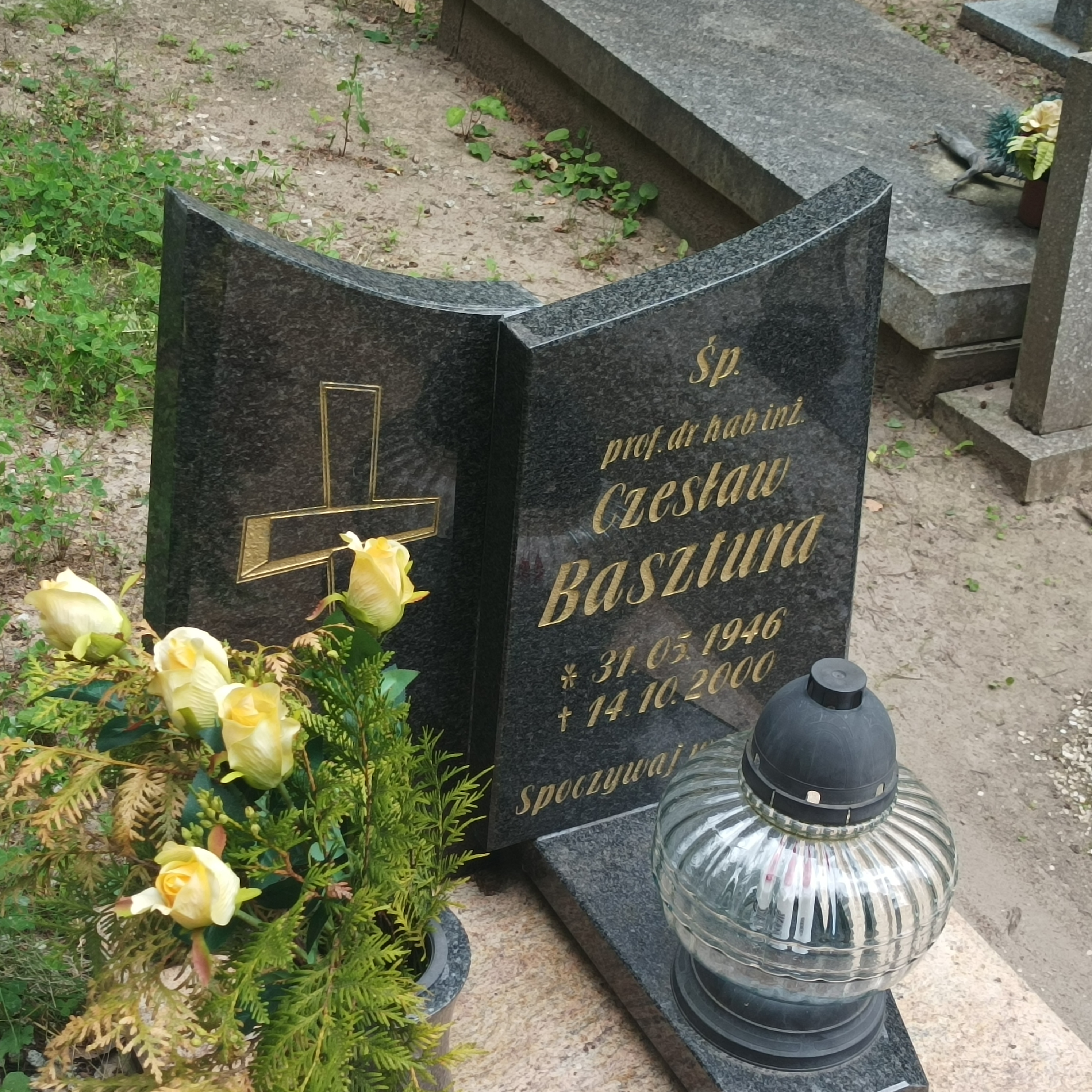
Grób prof. Czesława Basztury na Cmentarzu Grabiszyńskim

Pochowany na Cmentarzu Grabiszyńskim we Wrocławiu.

## Opublikowane książki
- Źródła, sygnały i obrazy akustyczne (Wydawnictwa Komunikacji i Łączności, 1988)
- Rozmawiać z komputerem (wydawnictwo Format, 1992)
- Komputerowe systemy diagnostyki akustycznej (PWN, 1996)